# Dysoxylum latifolium
Dysoxylum latifolium là một loài thực vật có hoa trong họ Meliaceae. Loài này được Benth. mô tả khoa học đầu tiên năm 1863.